# Yleisradio
Yleisradio (en español, «Radio Pública»; en sueco, Rundradion), más conocida por la abreviatura Yle, es la compañía de radiodifusión pública de Finlandia. 
La empresa fue fundada en 1926 con el inicio de emisiones de la radio pública, mientras que el servicio de televisión se puso en marcha en 1958. Actualmente Yle gestiona tres canales de televisión —TV1, TV2 y Teema & Fem—, seis emisoras de radio nacional, una red de 19 emisoras regionales, un servicio de transmisión por internet —Yle Areena— y un sitio web. La mayoría de la programación es en idioma finés, con canales específicos en sueco y un servicio especial de radio en lenguas sami. Toda su actividad se financia desde 2013 con un impuesto progresivo. 
Yle es miembro de la Unión Europea de Radiodifusión desde su fundación en 1950. Además fue la única radiodifusora de Europa Occidental que estuvo en la Organización Internacional de Radio y Televisión, formada en su mayoría por países del bloque del Este. 

## Historia

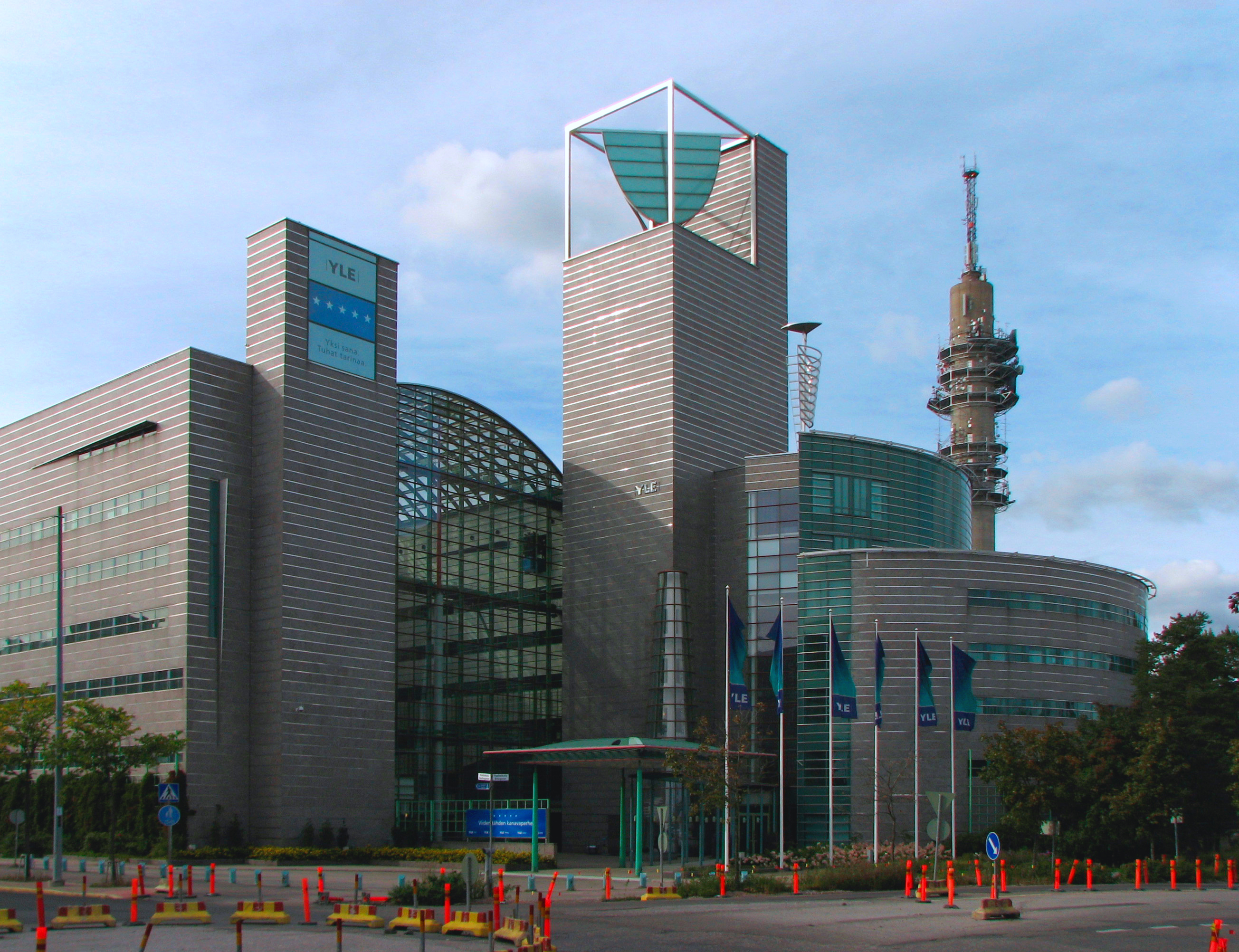
Sede central de Yle en Helsinki.

O.Y. Suomen Yleisradio - A.B. Finlands Rundradio fue fundada el 29 de mayo de 1926, con un modelo de radiodifusora pública basado en la británica BBC. Las emisiones de radio comenzaron el 9 de septiembre del mismo año, aunque no se cubriría todo el territorio nacional hasta 1928. Con el desarrollo del medio, el parque de radios aumentó y a comienzos de la década de 1930 más de cien mil hogares finlandeses podían sintonizar su señal. El estado asumió el control completo de la compañía en 1934 y estableció un régimen de monopolio.
Las emisiones regulares de la televisión pública empezaron el 1 de enero de 1958, tras varios años en pruebas. Aunque Yle ostentaba el monopolio sobre este medio, el pionero de la televisión finesa fue una estación comercial, Mainostelevisio (MTV), que se había puesto en marcha en agosto de 1957. El gobierno permitió que MTV pudiera seguir operando dentro de las frecuencias públicas de Yle, en franjas determinadas y con una imagen corporativa totalmente diferenciada. Mientras MTV podía financiarse con publicidad, Yle no podía emitir anuncios y debía financiarse con un impuesto por cada televisor. Esta solución se mantuvo hasta 1993.
En 1964 se puso en marcha un segundo canal de televisión, Yle TV2. Las primeras emisiones en color comenzaron en 1969 y no se normalizaron hasta mediados de la década de 1970. A partir de 1988 se estableció un servicio de programas para la minoría sueca, Finlands Svenska Television, que emitía en franjas concretas dentro de las frecuencias del primer y segundo canal. 
Yle mantuvo el monopolio sobre la radio hasta 1985, cuando se permitieron las primeras emisoras locales privadas. A nivel nacional no se rompió hasta 1995. En cuanto a la televisión, el gobierno concedió en 1992 una frecuencia propia al grupo privado MTV3 a partir del 1 de enero de 1993, mientras que Yle reforzó su papel de servicio público. Con la televisión digital terrestre se crearon dos nuevos servicios: el canal sueco Yle FST5 y el cultural Yle Teema, ambos fusionados en 2017.
En 2012, el parlamento finlandés reemplazó la tasa sobre cada televisor por un impuesto progresivo que ha entrado en vigor desde enero de 2013.

## Organización

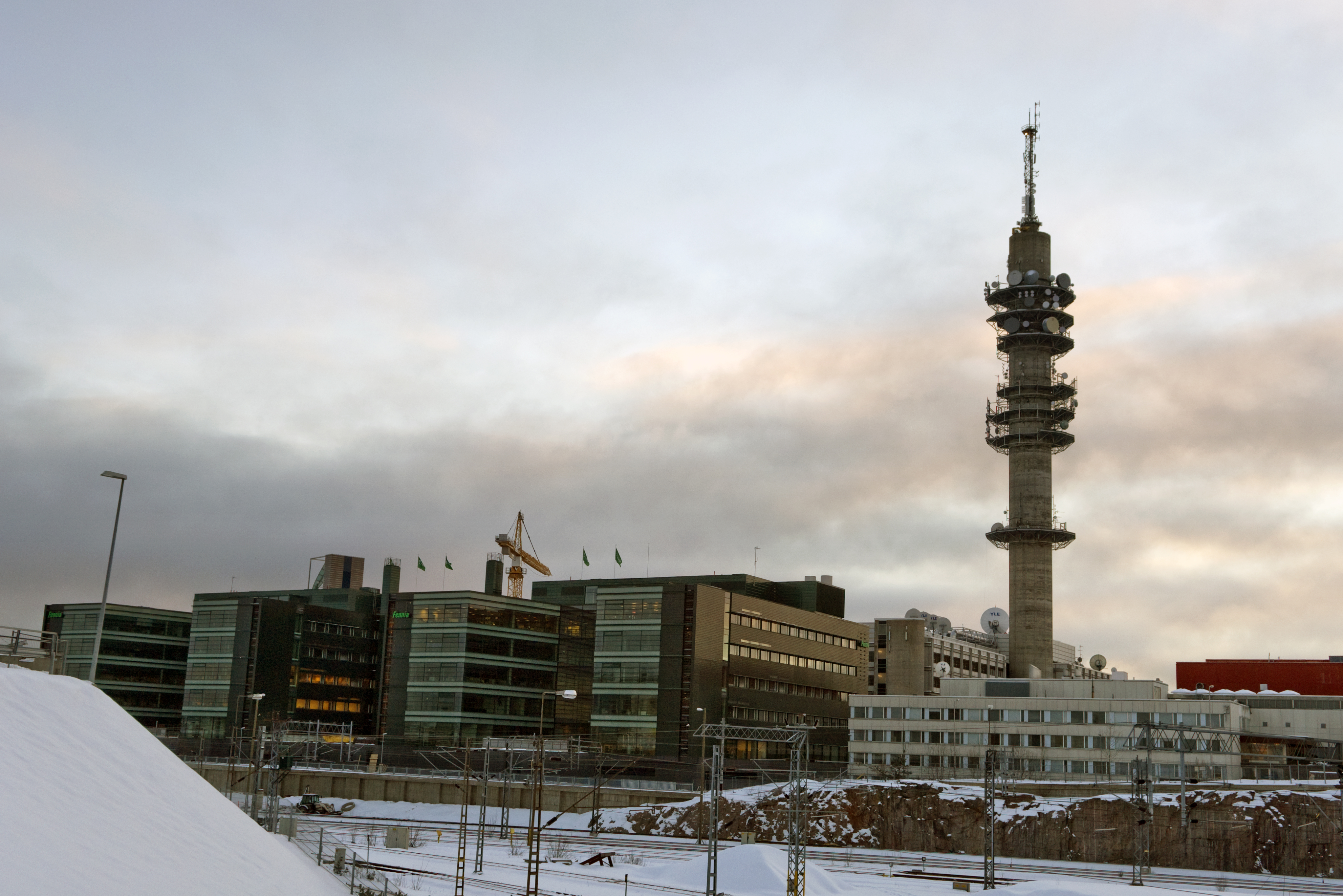
Torre de transmisiones de Yle (Pasilan linkkitorni)

Yleisradio es una radiodifusora pública perteneciente al estado finlandés y dirigida por un consejo de administración, formado por representantes del parlamento de Finlandia, cuyo fin es garantizar la independencia editorial del medio.
Los estatutos de Yle establecen que la televisión debe cumplir una labor de servicio público y trabajar con independencia de todo poder. La programación debe promover el idioma finés y la cultura finlandesa, así como dar cobertura al resto de grupos sociales del país: la minoría sueca —cerca del 5% de la población— dispone de una emisora de radio y un canal de televisión en sueco, mientras que los samis cuentan con una radio propia. Desde la década de 2010 se ha incrementado la producción de espacios en idioma ruso.  Toda la programación extranjera se emite en versión original subtitulada, salvo la animación infantil y algunos documentales.
El consejo de administración está formado por veintiún miembros, elegidos por los representantes parlamentarios, con un mandato de cuatro años. La gestión corre a cargo de un consejo de dirección, a cargo de seis unidades estratégicas y cuatro departamentos corporativos. La sede central de Yle se encuentra en Helsinki.
Desde 2013, el servicio se mantiene con un impuesto progresivo en función de la renta que oscila entre 50 y 163 euros por persona al año. Quedan exentos del impuesto los menores de edad y las personas con ingresos mínimos. El resto del presupuesto lo aportan las radios y televisiones privadas, ya que Yle es el propietario legal de las redes de difusión. Como contrapartida, no puede emitir publicidad comercial.

## Canales

### Televisión
Yleisradio gestiona cuatro canales de televisión en tres frecuencias, todos ellos con versión en alta definición desde 2014:
- Yle TV1: canal generalista dirigido a todos los públicos, con una programación dedicada a la información, entretenimiento, acontecimientos especiales y servicio público. Comenzó a emitir el 1 de enero de 1958 y su sede se encuentra en Helsinki.
- Yle TV2: canal generalista para el público joven y urbano. Su programación está basada en series, entretenimiento, deporte y cine. Empezó el 7 de marzo de 1965 y su sede se encuentra en Tampere.
- Yle Teema & Fem: canal temático creado en 2017 que cubre las siguientes franjas:
  - Yle Teema: canal con programación cultural, educativa y artística, inaugurado en 2001.
  - Yle Fem: canal generalista dirigido a los hablantes de sueco en Finlandia. Toda su programación es en idioma sueco, aunque la mayoría de espacios están también subtitulados en finés.

La programación en esa lengua comenzó a emitirse en 1988 bajo el bloque Finlands Svenska Television, pero no fue hasta 2001 cuando se creó un canal propio por TDT.
El ente colabora junto con MTV3 en la televisión internacional TV Finland, dirigida a los finlandeses que residen en el extranjero.

### Radio
- Yle Radio 1: emisora generalista que emite información y programación cultural. Comenzó sus emisiones en 1926 como la primera radio de Finlandia.
- YleX: emisora juvenil especializada en música y entretenimiento.
- Yle Radio Suomi: cadena compuesta por 25 emisoras regionales, especializada en información y acontecimientos especiales. Fue fundada en 1990.
- Yle Vega: emisora generalista en idioma sueco, dividida en cinco emisoras regionales, que emite información, programación cultural y acontecimientos especiales
- Yle Puhe: emisora con programas informativos y culturales, debate y entretenimiento.
- Yle Klassinen: emisora especializada en música clásica. Emite en DVB y en internet.
- Yle X3M: emisora juvenil en idioma sueco, especializada en música y entretenimiento. Entró al aire en 1997.
- Yle Mondo: emisora exterior que emite boletines informativos de otras emisoras de la Unión Europea de Radiodifusión.
- Yle Sámi Radio: Emisora de onda corta que emite para la población lapona. Se fundó en 1947. Es producido en cooperación con SVT (Suecia) y NRK (Noruega).

### Video bajo demanda
Yleisradio cuenta desde 2007 con el servicio de video bajo demanda y podcast Yle Areena, disponible en finés y sueco a través de su sitio web. El servicio permite acceder a la emisión de todas las cadenas de radio de Yle, a las de televisión y a un archivo de programas antiguos. Además ofrece ventanas alternativas a la emisión de acontecimientos deportivos, mediante registro. Por derechos de emisión, muchos programas solo pueden verse en territorio finlandés.
El sitio web de Yle tiene también con la hemeroteca audiovisual Yle Elävä arkisto, que recoge documentos históricos de la televisión pública finlandesa.

## Imagen corporativa
La imagen corporativa actual de Yle data de 2012 y consiste en un cuadrado celeste con el nombre abreviado de la compañía en minúsculas. El logotipo unifica la imagen de todos los canales de radio y televisión, a los que solo se añade su nombre comercial.
Su primer logotipo fue diseñado por en 1940 por Ami Hauhio, un dibujante de historietas. Representaba un círculo azul y en su interior figuraban una estación de radio, una onda sonora y dos abetos con la palabra «RADIO». Cuando se puso en marcha el canal de televisión, la imagen quedó encuadrada en una especie de pantalla. En ese tiempo las emisiones televisivas solían comenzar con el vuelo de cisnes, que desde entonces están asociados como símbolo de la primera cadena.
Con el paso del tiempo, el logotipo original quedó en desuso. Para diferenciar al grupo de la competencia privada, en 1990 el diseñador alternativo Herbie Kastemaa creó un nuevo icono: cinco anillos de colores que simulaban ondas sonoras, alrededor de una esfera que representaba el Sol. Aunque ese diseño cumplió su cometido, los diferentes canales mantuvieron marcas propias porque el sol era muy difícil de representar en pantalla. En 1999 el estudio Markkinointi Viherjuuri diseñó una nueva imagen más versátil con el nombre «YLE» en azul, dentro de dos columnas verdes.

Logo tradicional.
1965 a 1990.
1990 a 1999.
1999 a 2012.
Logo actual.